# Borderlands (pel·lícula)
Borderlands és una pel·lícula de comèdia d'acció ciència-ficció estatunidenca del 2024 coescrita i dirigida per Eli Roth, basada en la sèrie de videojocs desenvolupada per Gearbox Software. És protagonitzada per Cate Blanchett com a Lillith, una fora de la llei que forma una aliança amb un equip d'inadaptats per trobar la filla desapareguda de l'home més poderós de l'univers. El repartiment també compta amb Kevin Hart, Jack Black, Edgar Ramírez, Ariana Greenblatt, Florian Munteanu, Gina Gershon i Jamie Lee Curtis. Ha estat doblada i subtitulada al català.
La pel·lícula es va anunciar l'agost de 2015, es va especificar que Lionsgate Films la desenvoluparia amb  Ari i Avi Arad com a productors, i que Leigh Whannell estaven en converses per dirigir-la. El febrer de 2020, Erik Feig va unir-s'hi com a productor i Roth era l'adjunt a la direcció d'un guió de Craig Mazin. El càsting es va dur a terme del maig del 2020 a l'abril del 2021. El rodatge principal va començar l'abril de 2021 a Budapest durant la pandèmia de la COVID-19, i va acabar al juny. A principis del 2023 van tenir lloc dues setmanes de regravació, dirigides per Tim Miller a causa dels compromisos de Roth amb Thanksgiving. Aquell juny, Mazin va eliminar el seu nom del projecte i va ser substituït per Joe Crombie.
Borderlands es va estrenar al TCL Chinese Theatre de Los Angeles el 6 d'agost de 2024 i Lionsgate va estrenar-la als cinemes dels Estats Units el 9 d'agost. La pel·lícula va rebre crítiques negatives i es va convertir en un fracàs de taquilla, amb una recaptació de 33 milions de dòlars a tot el món amb un pressupost de producció d'entre 110 i 120 milions de dòlars.